# Gemeenschap (juridisch)
In het Nederlandse recht is sprake van gemeenschap als een of meer goederen aan twee of meer personen gezamenlijk toebehoren, het is een zogenaamd afgescheiden vermogen. Gemeenschap is geregeld in artikel 166 en volgende van Boek 3 van het Burgerlijk Wetboek (BW) en wordt de 'eenvoudige gemeenschap' genoemd. Er bestaan ook bijzondere gemeenschappen.

## Algemene regels

### Besluiten
De personen die gerechtigd zijn tot een gemeenschap, de mede-eigenaren, worden deelgenoten genoemd. Beslissingen kunnen alleen in unanimiteit worden genomen, handelingen nodig voor het dagelijkse beheer en voor dringende zaken kan elke deelgenoot zelfstandig verrichten (3:170 BW). Iedere deelgenoot is bevoegd een beslissing van de rechter te vragen ten behoeve van de gemeenschap. Als echter onderling een regeling is afgesproken voor het beheer, kan alleen degene aan wie het beheer is toegekend naar de rechter, als vertegenwoordiger van alle deelgenoten (3:171 BW).

### Schulden
Een eenvoudige gemeenschap kan geen schulden hebben. Schulden die met de gemeenschap te maken hebben, zoals een hypotheekschuld voor een gemeenschappelijk pand, horen niet tot de gemeenschap. Volgens art. 3:175 lid 3 BW kunnen privéschuldeisers van een deelgenoot het aandeel van die deelgenoot in een gemeenschap uitwinnen.

### Verdeling
Niemand is verplicht in een gemeenschap gebonden te blijven, lukt het niet onderling tot afspraken te komen om uit de gemeenschap te stappen, of de gemeenschap onder alle deelgenoten te verdelen, kan een vordering tot boedelverdeling bij de rechter worden ingesteld (3:178 BW). Voor deze procedure bestaat in Nederland verplichte procesvertegenwoordiging door een advocaat.

## Huwelijksgemeenschap
In het huwelijksvermogensrecht, dat geldt voor mensen die een huwelijk hebben gesloten of een geregistreerd partnerschap zijn aangegaan, kent men de (beperkte) gemeenschap van goederen, dit is in wezen ook een gemeenschap in de zin van Boek 3 BW maar er gelden de regels van het huwelijksvermogensrecht uit Boek 1 van het BW. Tot 2018 was daar de hoofdregel dat door het sluiten van een huwelijk, alles wat de partners voor het huwelijk aan privévermogen hadden, juridisch samenvloeide tot een algehele gemeenschap van goederen met de huwelijkspartners als deelgenoten. Na 2018 valt niets meer wat tot aan het huwelijk of de registratie aan privévermogen bestond in de huwelijksgemeenschap, alleen alles wat al voor het huwelijk gezamenlijk eigendom was en dat wat er na het huwelijk aan gemeenschappelijke eigendom bijkomt.

### Samenwoners
Voor mensen die samenwonen gelden de regels van de huwelijksgemeenschap niet en de rechter past deze regels ook niet analoog toe. Voor hen gelden de regels voor de eenvoudige gemeenschap. Willen zij daarvan afwijken, moeten ze hun eigen regels opstellen en ondertekenen of laten vastleggen bij een notaris. Daarbij is onder meer van belang af te spreken hoe de partners bij scheiding omgaan met een meerinbreng van één van beide bij de verkrijging van het gemeenschappelijk goed. Dat zorgt regelmatig voor juridische procedures.

## Soorten gemeenschappen
- nalatenschap of erfenis, de erfgemeenschap;
- huwelijksgemeenschap;
- gemeenschap van een geregistreerd partnerschap;
- Vereniging van eigenaars (VvE)
- maatschap;
- vennootschap;
- rederij; en
- mandeligheid